# Mesene nepticula
Mesene nepticula is een vlindersoort uit de familie van de prachtvlinders (Riodinidae), onderfamilie Riodininae.
Mesene nepticula werd in 1877 beschreven door Möschler.